# Triatlo nos Jogos Paralímpicos de Verão de 2016
As competições de triatlo nos Jogos Paralímpicos de Verão de 2016 foram disputadas entre 10 e 11 de setembro no Forte de Copacabana, no Rio de Janeiro, Brasil. Foi a primeira vez em que o triatlo foi incluído no programa esportivo dos Jogos Paralímpicos.

## Eventos
O triatlo paralímpico possui três modalidades; natação de 750 metros (820 jardas), ciclismo de 20 quilômetros (12 milhas) e corrida de 5 quilômetros (3.1 milhas). Os atletas foram divididos em seis eventos de acordo com sua deficiência. Nas modalidades PT2 e PT4 ambos os sexos competiram, a categoria PT1 é destinada apenas para homens e a categoria PT5 apenas para mulheres. Como aconteceu com outros eventos para atletas deficientes visuais, os guias não foram considerados como um atletas, mas foram premiados com uma medalha.
- PT1: Atletas com dificuldades de mobilidade, o que os tornam incapazes de correr ou pedalar uma bicicleta com segurança. Os atletas devem usar uma bicicleta de mão durante a etapa de ciclismo e uma cadeira de rodas de velocidade durante a fase da corrida.
- PT2 (masculino e feminino): Atletas com dificuldades de mobilidade. Amputados podem usar próteses ou dispositivos de apoio durante a corrida e ciclismo.
- PT4 (masculino e feminino): Os atletas com dificuldades de mobilidade, como a falta de energia muscular, paraplegia, hipertonia, ataxia ou atetose. Todos atletas podem usar próteses ou dispositivos de apoio durante a corrida e ciclismo.
- PT5: Atletas com deficiência visual. Os atletas devem ter um guia do mesmo sexo e nacionalidade durante toda a corrida e usar uma bicicleta tandem durante o ciclismo.

## Qualificação
Maior parte das vagas foi definida por rankings, mas uma parte das vagas foi definida pelo Campeonato Mundial de 2015, dois atletas da nação anfitriã, e oito seleções da Comissão Bipartite.
| Qualificação                                              | Vagas | PT1 | PT2 | PT4 |
| Qualificação                                              | Vagas | Masculino                                                                                                 | Masculino                                                                                              | Masculino |
| --------------------------------------------------------- | ----- | --- | --- | --- |
| Campeonato Mundial de 2015 19 de setembro de 2015 Chicago | 1     | Austrália (AUS)                                                                                           | Itália (ITA)                                                                                           | Canadá (CAN) |
| Ranking da ITU de 2016                                    | 6     | Estados Unidos (USA) Países Baixos (NED) Países Baixos (NED) Itália (ITA) Brasil (BRA) Grã-Bretanha (GBR) | França (FRA) Estados Unidos (USA) Marrocos (MAR) Austrália (AUS) Grã-Bretanha (GBR) Grã-Bretanha (GBR) | Alemanha (GER) França (FRA) Espanha (ESP) México (MEX) Estados Unidos (USA) Grã-Bretanha (GBR)                    |
| Comissão Bipartite                                        | 3     | Grã-Bretanha (GBR) Japão (JPN) Austrália (AUS)                                                            | Alemanha (GER) Itália (ITA) Espanha (ESP)                                                              | França (FRA) Grã-Bretanha (GBR) Austrália (AUS)                                                                   |
|                                                           |       | Feminino                                                                                                  | | |
| PT2                                                       | PT4   | PT5 | | |
| Campeonato Mundial de 2015 19 de setembro de 2015 Chicago | 1     | Estados Unidos (USA)                                                                                      | Grã-Bretanha (GBR)                                                                                     | Austrália (AUS)                                                                                                   |
| Ranking da ITU de 2016                                    | 6     | Estados Unidos (USA) França (FRA) Finlândia (FIN) Rússia (RUS) Espanha (ESP) Japão (JPN)                  | Estados Unidos (USA) Austrália (AUS) Grã-Bretanha (GBR) França (FRA) Canadá (CAN) Brasil (BRA)         | Estados Unidos (USA) Estados Unidos (USA) Países Baixos (NED) Espanha (ESP) Grã-Bretanha (GBR) Grã-Bretanha (GBR) |
| País anfitrião                                            | 1     | | Brasil (BRA)                                                                                           | |
| Comissão Bipartite                                        | 3     | Estados Unidos (USA)                                                                                      | Estados Unidos (USA) Austrália (AUS) Grã-Bretanha (GBR)                                                | Japão (JPN) Canadá (CAN) Irlanda (IRL)                                                                            |

## Medalhistas

### Eventos
| Evento                   | Ouro                                        | Prata                                            | Bronze                                           |
| ------------------------ | ------------------------------------------- | ------------------------------------------------ | ------------------------------------------------ |
| PT1 masculino (Detalhes) | Jetze Plat NED Países Baixos 59:31 min      | Geert Schipper NED Países Baixos 1:01:30 min     | Giovanni Achenza ITA Itália 1:01:45 min          |
| PT2 masculino (Detalhes) | Andrew Lewis GBR Grã-Bretanha 1:11:49 min   | Michele Ferrarin ITA Itália 1:12:30 min          | Mohamed Lahna MAR Marrocos 1:12:35 min           |
| PT2 feminino (Detalhes)  | Alyssa Selly USA Estados Unidos 1:22:55 min | Hailey Danisewicz USA Estados Unidos 1:23:43 min | Melissa Stockwell USA Estados Unidos 1:25:24 min |
| PT4 masculino (Detalhes) | Martin Schulz GER Alemanha 1:02:37 min      | Stefan Daniel CAN Canadá 1:03:05 min             | Jairo Ruiz Lopez ESP Espanha 1:03:14 min         |
| PT4 feminino (Detalhes)  | Grace Norman USA Estados Unidos 1:10:39 min | Lauren Steadman GBR Grã-Bretanha 1:11:43 min     | Gwladys Lemoussu FRA França 1:14:31 min          |
| PT5 feminino (Detalhes)  | Katie Kelly AUS Austrália 1:12:18 min       | Alison Patrick GBR Grã-Bretanha 1:13:20 min      | Melissa Reid GBR Grã-Bretanha 1:14:07 min        |

### Quadro de medalhas
| Ordem | País               | Medalha de ouro | Medalha de prata | Medalha de bronze |    |
| ----- | ------------------ | --------------- | ---------------- | ----------------- | -- |
| 1     | USA Estados Unidos | 2               | 1                | 1                 | 4  |
| 2     | GBR Grã-Bretanha   | 1               | 2                | 1                 | 4  |
| 3     | NED Países Baixos  | 1               | 1                |                   | 2  |
| 4     | AUS Austrália      | 1               |                  |                   | 1  |
|       | GER Alemanha       | 1               |                  |                   | 1  |
| 6     | ITA Itália         |                 | 1                | 1                 | 2  |
| 7     | CAN Canadá         |                 | 1                |                   | 1  |
| 8     | ESP Espanha        |                 |                  | 1                 | 1  |
|       | FRA França         |                 |                  | 1                 | 1  |
|       | MAR Marrocos       |                 |                  | 1                 | 1  |
| TOTAL | TOTAL              | 6               | 6                | 6                 | 18 |

Legenda
| Recorde mundial      | Recorde mundial (World record)               |                       | Recorde africano                      | Recorde africano (African) |                                           | Q | Classificado por posição (Qualified) |
| Recorde paralímpico  | Recorde paralímpico (Paralympic record)      | Recorde da América    | Recorde da América (Americas)         | q                          | Classificado por melhor tempo (Qualified) |   |                                      |
| Melhor marca do ano  | Melhor marca do ano (World leading)          | Recorde asiático      | Recorde asiático (Asian)              | DNS                        | Não largou (Did not start)                |   |                                      |
| Recorde nacional     | Recorde nacional (National record)           | Recorde europeu       | Recorde europeu (European)            | DNF                        | Não terminou (Did not finish)             |   |                                      |
| Recorde pessoal      | Recorde pessoal do atleta (Personal best)    | Recorde da Oceania    | Recorde da Oceania (Oceania)          | DSQ / DQ                   | Desclassificado (Disqualified)            |   |                                      |
| Recorde da temporada | Recorde da temporada do atleta (Season best) | Recorde sul-americano | Recorde sul-americano (South America) | NM                         | Sem marca (No mark)                       |   |                                      |